# NGC 3551
إن جي سي 3551 التي يرمز لها بالرمز NGC 3551، هي مجرة، في كوكبة الأسد.

## الاكتشاف
اكتشفت في 24 أغسطس 1883، بواسطة لويس سويفت.